# Sūduvos Aukštuma
Sūduvos Aukštuma är kullar i Litauen. De ligger i den södra delen av landet, 140 km väster om huvudstaden Vilnius.